# 小行星946
小行星946（946 Poësia）是一颗围绕太阳公转的小行星。
該小行星以詩歌女神波西婭（Poësia）命名。

## 参数
这颗小行星的绝对星等为10.42个天文单位，自转周期为108.5小时。